# Asamblea Constituyente del Perú (1884)
La Asamblea Constituyente de 1884 fue una Asamblea Constituyente instalada en el Perú convocada por el entonces presidente Miguel Iglesias luego de que este firmara el Tratado de Ancón poniendo fin a la Guerra del Pacífico.

## Antecedentes
En 1882 se llevó a cabo la Asamblea de Montán en la que Miguel Iglesias fue nombrado presidente regenerador del Perú y autorizado para suscribir la paz con Chile que ponga fin a la Guerra del Pacífico. Todo ello, como era de esperarse, originó la protesta general, casi unánime, de los pueblos del Perú. Tanto Lizardo Montero, quien ejercía de hecho la presidencia del país, como  Andrés Avelino Cáceres, caudillo de la resistencia en la sierra, rechazaron de plano las propuestas de Iglesias.
Tras el reconocimiento de Iglesias por parte de Chile y la derrota militar tanto de Andrés A. Cáceres en Huamachuco como de Lizardo Montero en Ayacucho, se suscribió el Tratado de Ancón el 20 de octubre de 1883, el mismo que debía ser ratificado por un congreso peruano. Con ese fin convocó a un congreso para que ratifique el tratado así como la posición de Iglesias como presidente.

## Actos de la Asamblea
A diferencia de la Asamblea de Montán a la que acudieron diputados de sólo 8 departamentos del Perú, la Asamblea Constituyente de 1884 contó con representantes de todos los departamentos del país y fue presidida por Antonio Arenas Merino quien había sido elegido diputado por Lima.
La asamblea ratificó el Tratado de Ancón el 8 de marzo de 1884 y luego ratificó como Presidente Provisorio del Perú a Miguel Iglesias quien debía completar su periodo y llamar a elecciones. No obstante, su desempeño se vio interrumpido con la explosión, en agosto de 1884 de la Guerra civil peruana de 1884-1885 entre el presidente Miguel Iglesias y las tropas Andrés Avelino Cáceres.